# 偏镓酸钠
偏镓酸钠是一种无机化合物，化学式为NaGaO2。它可由三氧化二镓和碳酸钠在800~900 °C反应得到。三氧化二镓和氢氧化钠反应可以得到Na[Ga(OH)4]，它加热分解得到NaGaO2。它和硝酸银反应，可以得到偏镓酸银（AgGaO2）。